# Chaetaglaea venustula
Chaetaglaea venustula är en fjärilsart som beskrevs av Augustus Radcliffe Grote 1875. Chaetaglaea venustula ingår i släktet Chaetaglaea och familjen nattflyn. Inga underarter finns listade i Catalogue of Life.